# روس دبليو. غريني
روس دبليو. غريني (بالإنجليزية: Ross W. Greene)‏ هو عالم نفس أمريكي، ولد في 5 نوفمبر 1957.